# Vaucluse (departament)
Vaucluse (wymowaⓘ, voˈklyːz) – francuski departament położony w regionie Prowansja-Alpy-Lazurowe Wybrzeże. Utworzony został podczas rewolucji francuskiej 12 sierpnia 1793. Departament oznaczony jest liczbą 84.
Według danych na rok 2010 liczba zamieszkującej departament ludności wynosi 543 105 os. (152  os./km²); powierzchnia departamentu to 3567 km². Ośrodkiem administracyjnym (prefekturą) i największym miastem departamentu jest Awinion.
W 2023 roku w skład departamentu wchodziło 151 gmin (lista).

## Miejscowości
Największe miejscowości departamentu (w nawiasach liczba ludności w 2021 roku):

- Awinion (Avignon, 90 330)
- Carpentras (30 769)
- Orange (28 949)
- Cavaillon (25 923)
- Pertuis (20 012)
- L’Isle-sur-la-Sorgue (19 965)
- Sorgues (19 117)
- Le Pontet (17 551)
- Bollène (13 605)
- Monteux (13 129)
- Vedène (11 457)
- Pernes-les-Fontaines (10 636)
- Apt (10 536)
- Valréas (9346)
- Morières-lès-Avignon (8922)
- Le Thor (8858)
- Entraigues-sur-la-Sorgue (8793)
- Mazan (6269)
- Courthézon (6064)
- Sarrians (5932)
- Vaison-la-Romaine (5929)
- Aubignan (5894)
- Piolenc (5536)
- Caumont-sur-Durance (5422)
- Bédarrides (5410)
- Jonquières (5298)
- Saint-Saturnin-lès-Avignon (5119)